# Forcipomyia ansericolli
Forcipomyia ansericolli är en tvåvingeart som beskrevs av Debenham 1987. Forcipomyia ansericolli ingår i släktet Forcipomyia och familjen svidknott.
Artens utbredningsområde är Northern Territory, Australien. Inga underarter finns listade i Catalogue of Life.